# Austrolimnophila (Austrolimnophila) tremula
Austrolimnophila (Austrolimnophila) tremula is een tweevleugelige uit de familie steltmuggen (Limoniidae). De soort komt voor in het Neotropisch gebied.